# Jeroen De Pessemier
Jeroen De Pessemier is een Belgisch muzikant en producer. Hij is de frontman van de electroband The Subs, heeft werk geproduceerd van Oscar and the Wolf, Warhola , Tessa Dixson, Charles, Lady Linn, The Van Jets en is tevens actief als techno-dj onder de naam One Track Brain. Hij was toetsenist van Bolchi tot deze band in 2004 werd opgeheven.
In 2014 richtte hij het label OTB Records op.
Sinds 2019 is hij lid van de jury van De Nieuwe Lichting van Studio Brussel. 
In 2021 schreef De Pessemier het nummer I Want to Dance Again dat Studio Brussel aanleiding gaf om een "postcoronarave" te organiseren. Nog dat jaar verzorgde hij de soundtrack van de film Cool Abdoul.

## Discografie One Track Brain
Singles en ep's
- Messiah, 2014
- Gefühl Operator / Stimulus, 2015
- Kitten play, 2015
- Private sky, 2016
- Dirt fishing, 2016 (samen met Aggborough en Dudley Strangeways)
- Too stoned to be a rock ep, 2018 (samen met Ogenn)
- The hunt ep, 2019 (samen met Efdemin)

Composities
- I Don’t do Fashion (WWWSHOWWW), 2020
- Cool Abdoul, 2021